# Honnāmeh-ye Bozorg
Honnāmeh-ye Bozorg (persiska: هنامه بزرگ) är en ort i Iran.   Den ligger i provinsen Nordkhorasan, i den nordöstra delen av landet, 600 km öster om huvudstaden Teheran. Honnāmeh-ye Bozorg ligger 1 350 meter över havet och antalet invånare är 318.
Terrängen runt Honnāmeh-ye Bozorg är varierad.Runt Honnāmeh-ye Bozorg är det ganska tätbefolkat, med 75 invånare per kvadratkilometer. Närmaste större samhälle är Shīrvān, 15,0 km sydväst om Honnāmeh-ye Bozorg. Omgivningarna runt Honnāmeh-ye Bozorg är i huvudsak ett öppet busklandskap.